# 小行星8406
小行星8406 草野（英語：8406 Iwaokusano）是一颗围绕太阳公转的小行星。1995年4月20日，圓舘金、渡邊和郎在北见发现了此天体，以日本新潟縣業餘天文學家草野磐命名。
这颗小行星的绝对星等为14.3等。